# Afzettingsmilieu

Een overzicht van belangrijke afzettingsmilieus. Afzettingsmilieus kunnen worden onderverdeeld in terrestrisch (op het land) en marien (in de zee). Elk milieu heeft zijn eigen karakteristieke sedimenten en afzettingen. De meeste van deze milieus kunnen worden onderverdeeld in kleinschaligere milieus. Rivieren bijvoorbeeld hebben een boven-, midden- en benedenloop. In de benedenloop kunnen stroomruggen, uiterwaarden, en spoelvlaktes voorkomen. Bij een rifmilieu kunnen een front, een plat, en diepere en ondiepere delen van de helling worden onderscheiden.

Het afzettingsmilieu binnen de geologie en sedimentologie is het geheel aan factoren die van invloed zijn op de vorming van een bepaald sedimentair gesteente. Elk gesteente wordt gevormd onder bepaalde paleogeografische en klimatologische omstandigheden.

## Onderzoek
Door gedetailleerd onderzoek naar microfossielen, macrofossielen, sedimentaire structuren, mineraalinhoud of sporenfossielen als krimpscheuren en afdrukken kan bepaald worden onder welke omstandigheden een gesteente is afgezet. Bepaalde fauna is beperkt in de leefomgeving. Zo kan koraal alleen gedijen in helder water met weinig sedimentatie. Ook het voorkomen van bepaalde sedimentaire structuren zegt iets over de relatieve positie van een afzettingsmilieu ten opzichte van de relatieve zeespiegel. Getijde-gedomineerde afzettingen kennen andere structuren dan bijvoorbeeld rivierafzettingen of diep mariene turbidieten.

## Onderscheid
Binnen de sedimentologie wordt vaak onderscheid gemaakt tussen carbonaat-systemen en clastische systemen. Carbonaatsystemen worden gedomineerd door de opbouw van riffen en de vorming van kalksteen of dolomiet. Clastische systemen kennen juist een grote silica input. Binnen beide zijn structuren waarneembaar die iets zeggen over het afzettingsmilieu van het bepaalde gesteente.